# Goggia braacki
Goggia braacki är en ödleart som beskrevs av Good, Bauer och Branch 1996. Goggia braacki ingår i släktet Goggia och familjen geckoödlor. Inga underarter finns listade i Catalogue of Life.
Arten är bara känd från Karoo nationalpark i Sydafrika. Honor lägger ägg. Utbredningsområdet ligger 1500 och 1900 meter över havet och är klippig. Växtligheten utgörs av gräs och några buskar.
För beståndet är inga hot kända. Hela populationen anses vara stabil. IUCN listar arten som livskraftig (LC).